# 4815 Anders
4815 Anders è un asteroide della fascia principale. Scoperto nel 1981, presenta un'orbita caratterizzata da un semiasse maggiore pari a 2,3606606 UA e da un'eccentricità di 0,1359803, inclinata di 7,56500° rispetto all'eclittica.